# Danh sách nhà ga đường sắt đô thị tại Thành phố Hồ Chí Minh

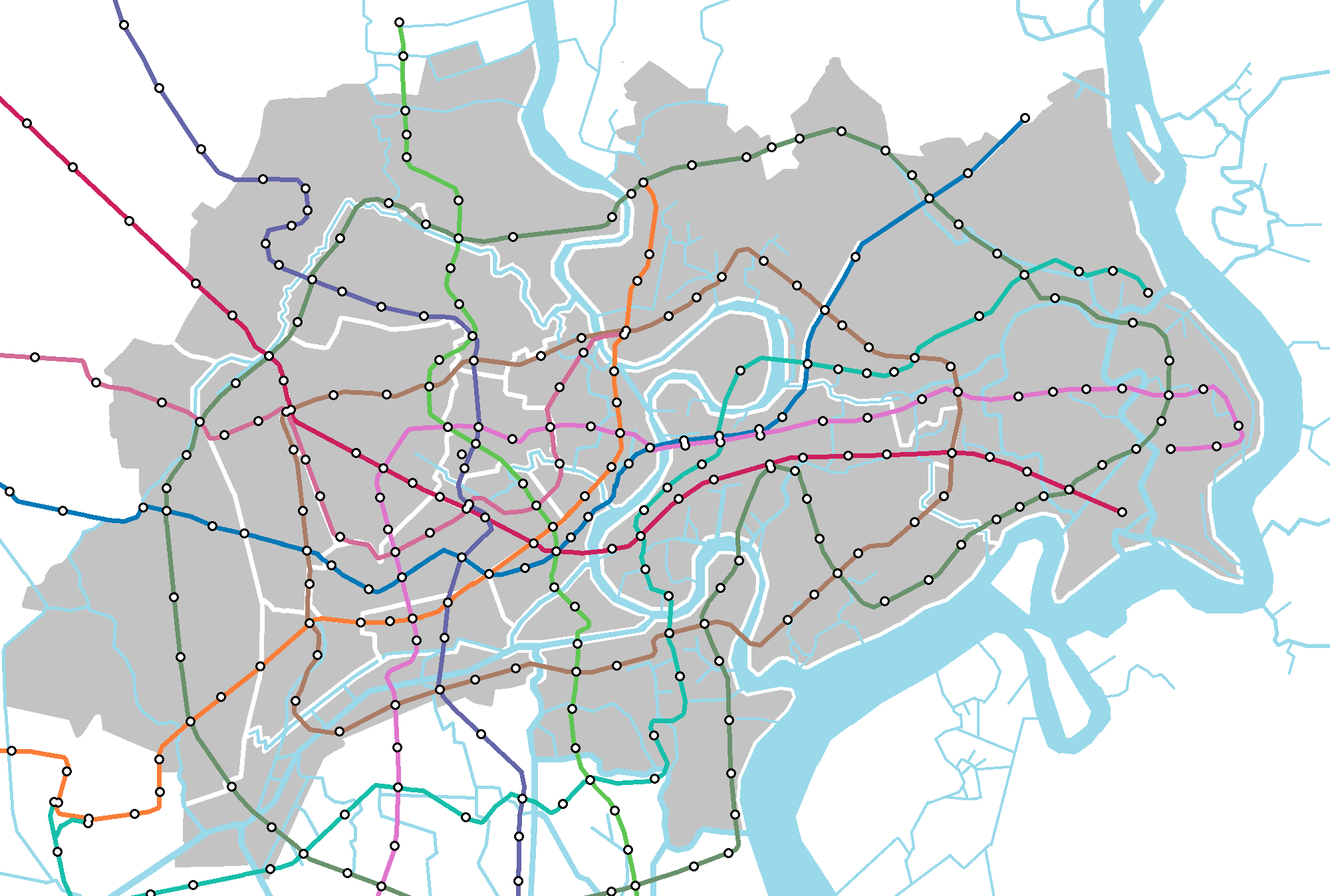
Mạng lưới đường sắt đô thị Thành phố Hồ Chí Minh. Hiện tại tuyến số 1 đã đưa vào khai thác năm 2024, dự kiến tuyến số 2 sẽ mở cửa vào năm 2030.

Dưới đây là danh sách các nhà ga đường sắt đô thị tại Thành phố Hồ Chí Minh liệt kê các nhà ga trên các tuyến đường sắt đô thị Thành phố Hồ Chí Minh, bao gồm các tuyến phục vụ nhà ga, vị trí nhà ga, ngày mở cửa và đặc điểm thiết kế (ngầm, mặt đất hoặc trên cao).

## Tổng quan
Toàn bộ hệ thống đường sắt đô thị Thành phố Hồ Chí Minh có 159 nhà ga. Trong đó các tuyến tàu điện ngầm (metro) có 134 nhà ga, còn lại 25 nhà ga là của các tuyến xe điện mặt đất (tramway) và tàu một ray (monorail). Toàn bộ hệ thống có 22 ga trung chuyển.
Các nhà ga trên tuyến 1 là những ga đầu tiên được đưa vào vận hành tại Thành phố Hồ Chí Minh vào ngày 22 tháng 12 năm 2024. Với ga Bến Thành là nhà ga lớn nhất trong hệ thống đường sắt đô thị Thành phố Hồ Chí Minh.

## Các nhà ga

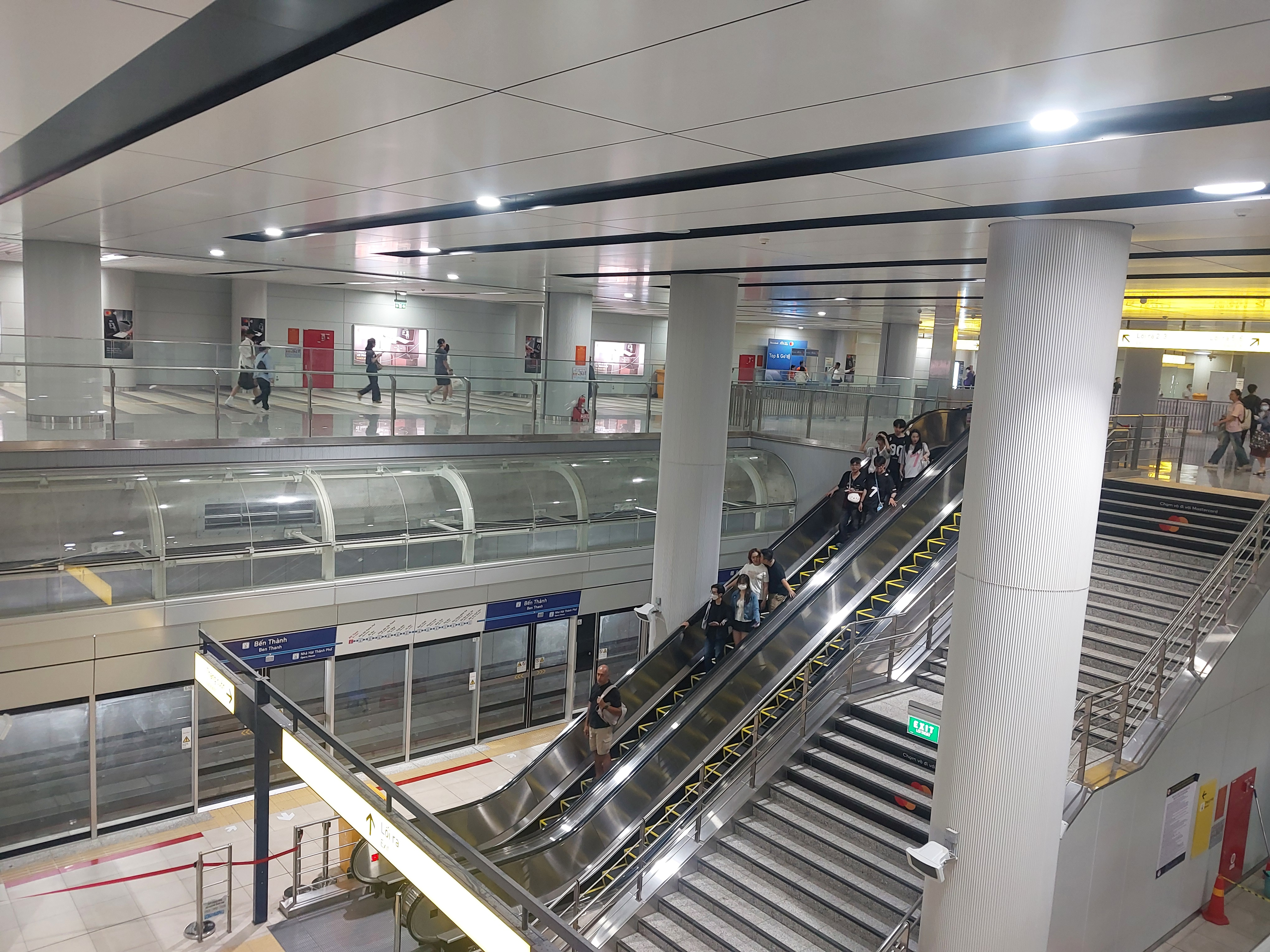
Nhà ga Trung tâm Bến Thành

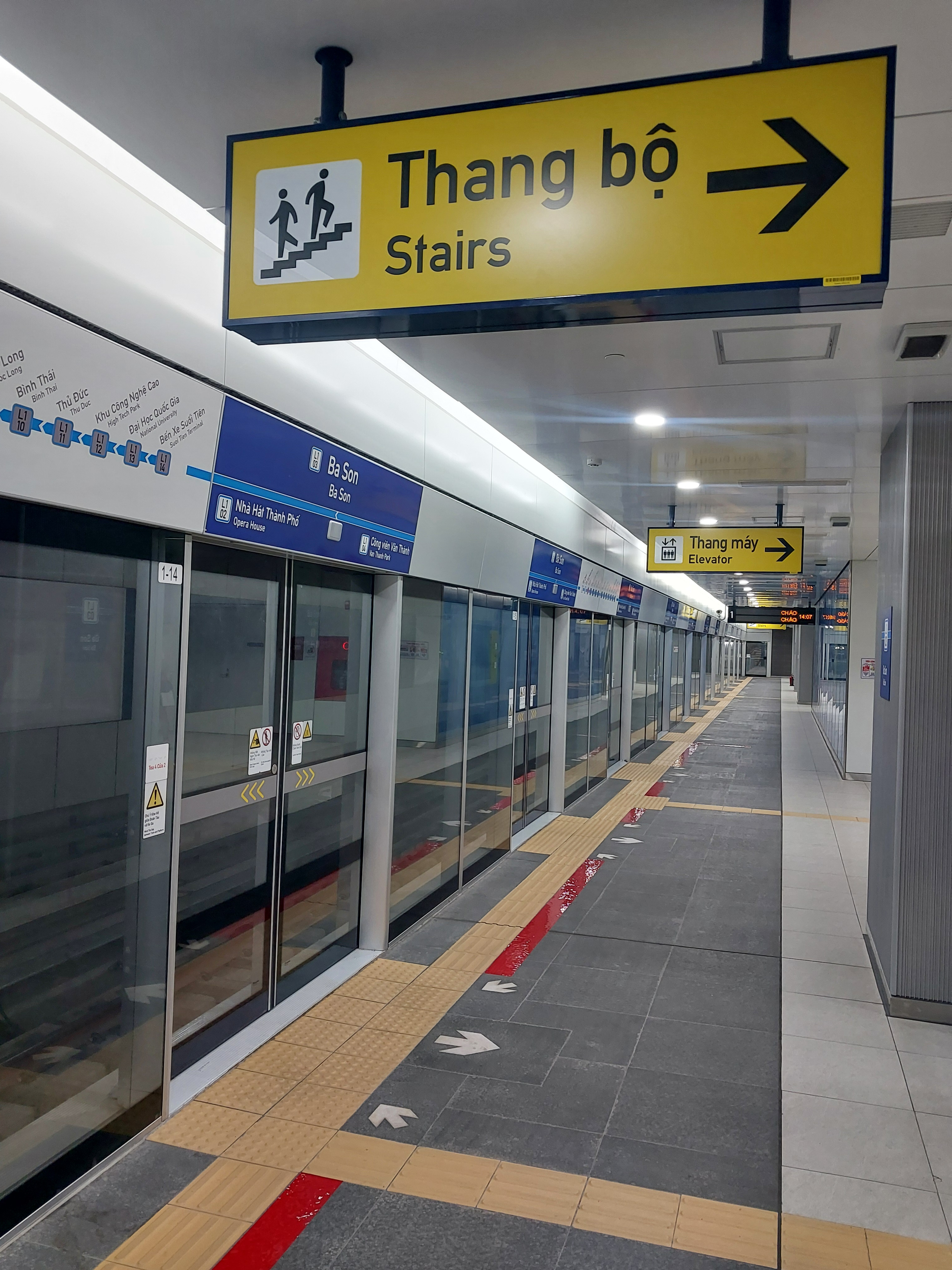
Nhà ga Ba Son

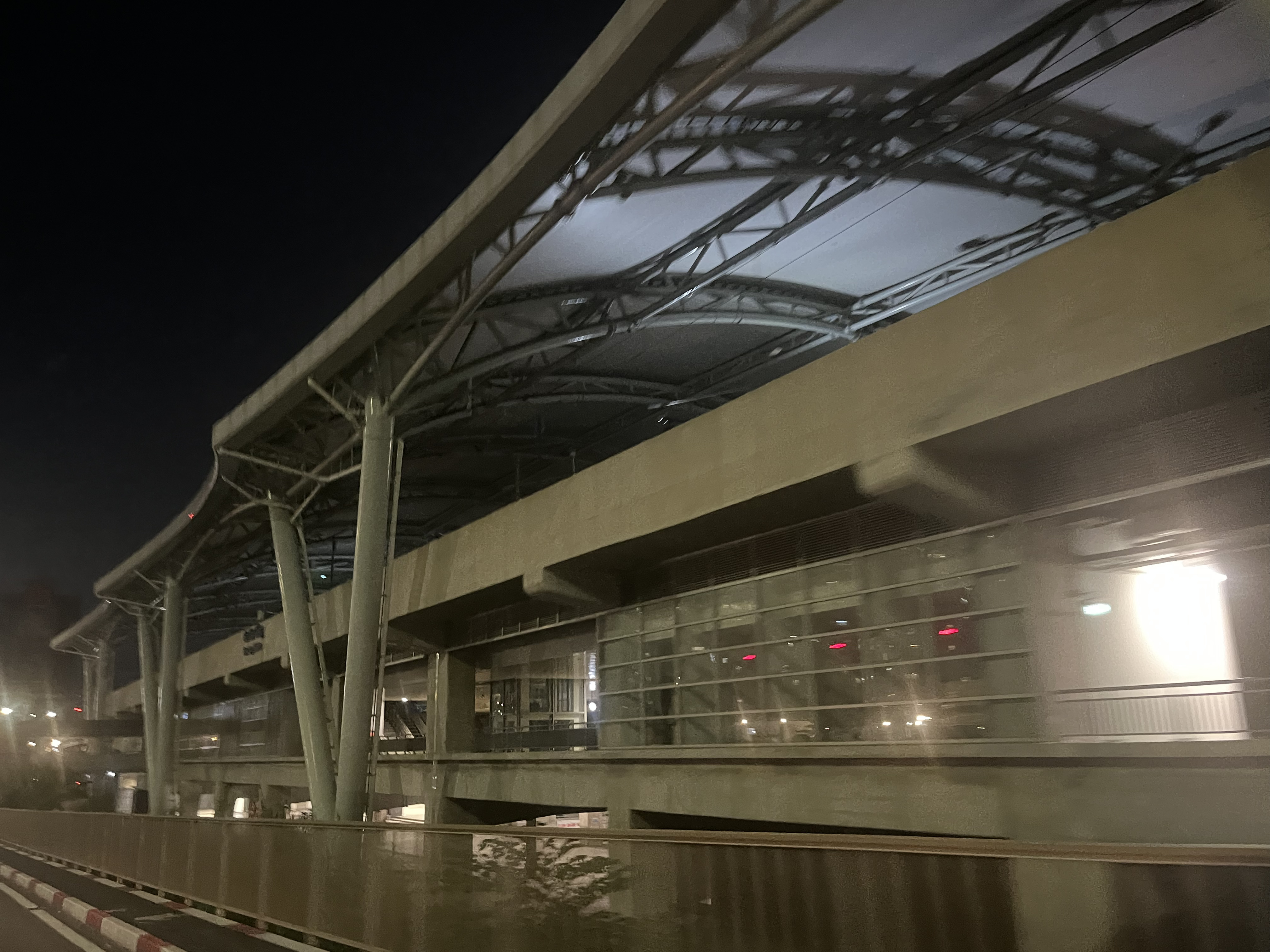
Nhà ga Tân Cảng

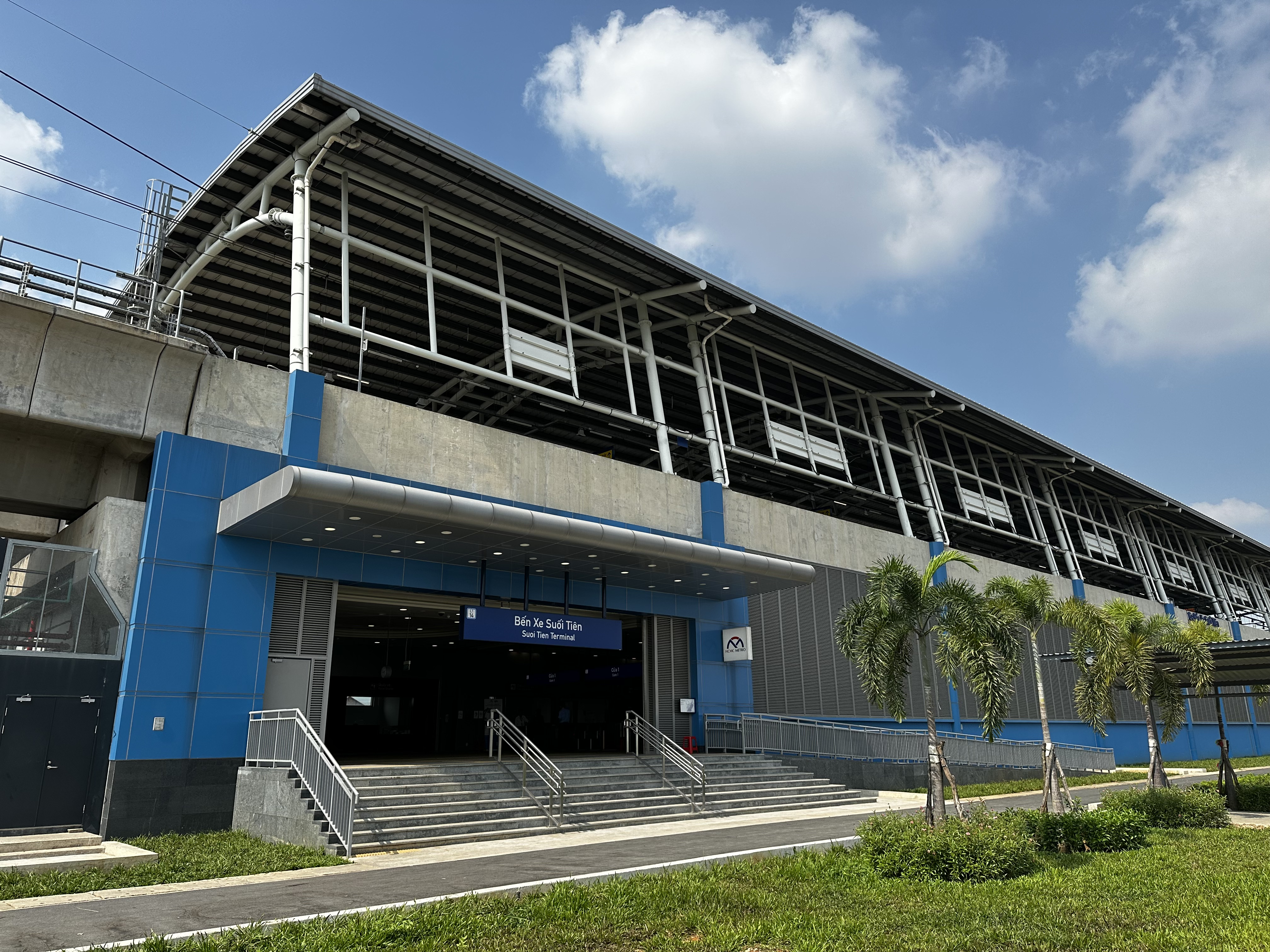
Nhà ga Bến xe Suối Tiên

| Nhà ga                                   | Tuyến        | Ký hiệu ga               | Vị trí            | Đặc Điểm         | Mở cửa            |
| ---------------------------------------- | ------------ | ------------------------ | ----------------- | ---------------- | ----------------- |
| 3 Tháng 2                                | L5           | L5-12                    | Quận 10           | Ngầm             | –                 |
| An Dương Vương                           | T            | –                        | Quận 6            | Mặt đất          | –                 |
| An Hạ                                    | L2           | L2-28                    | Huyện Củ Chi      | Trên cao         | –                 |
| An Lạc                                   | L3A          | L3A-14                   | Bình Tân          | Trên cao         | –                 |
| An Lộc                                   | L4           | L4-04                    | Quận 12           | Trên cao         | –                 |
| An Nhơn                                  | L4           | L4-05                    | Gò Vấp            | Ngầm             | –                 |
| An Phú                                   | L1           | L1-07                    | Thành phố Thủ Đức | Trên cao         | 22.12.2024        |
| Âu Cơ                                    | L6           | L6-02                    | Tân Phú           | Ngầm             | –                 |
| Ba Son                                   | L1           | L1-03                    | Quận 1            | Ngầm             | 22.12.2024        |
| Bà Chiêm                                 | L4           | L4-24                    | Huyện Nhà Bè      | Trên cao         | –                 |
| Bà Quẹo                                  | L2 L6        | L2-15 L6-01              | Tân Bình          | Ngầm             | 2030 –            |
| Bà Triệu                                 | L2           | L2-23                    | Huyện Hóc Môn     | Trên cao         | –                 |
| Bắc Hải                                  | L5           | L5-10                    | Tân Bình          | Ngầm             | –                 |
| Bàu Gốc                                  | L3A          | L3A-16                   | Huyện Bình Chánh  | Trên cao         | –                 |
| Bảy Hiền                                 | L2 L5        | L2-13 L5-08              | Tân Bình          | Ngầm             | 2030 –            |
| Bến tàu Hiệp Phước                       | L4           | L4-32                    | Huyện Nhà Bè      | Trên cao         | –                 |
| Bến Thành                                | L1 L2 L3A L4 | L1-01 L2-07 L3A-01 L4-14 | Quận 1            | Ngầm             | 22.12.2024 2030 – |
| Bến xe An Sương                          | L2           | L2-20                    | Quận 12           | Trên cao         | –                 |
| Bến xe Cần Giuộc mới                     | L5           | L5-21                    | Huyện Bình Chánh  | Trên cao         | –                 |
| Bến xe Chợ Lớn                           | L3A          | L3A-07                   | Quận 5            | Ngầm             | –                 |
| Bến xe Miền Đông                         | L3B          | L3B-08                   | Bình Thạnh        | Ngầm             | –                 |
| Bến xe Miền Tây                          | L3A T        | L3A-11 –                 | Bình Tân          | Trên cao Mặt đất | –                 |
| Bến xe Quận 8                            | L5           | L5-15                    | Quận 8            | Ngầm             | –                 |
| Bến xe Suối Tiên                         | L1           | L1-14                    | Thành phố Dĩ An   | Trên cao         | 22.12.2024        |
| Bệnh viện 175                            | L4           | L4-08                    | Gò Vấp            | Ngầm             | –                 |
| Bệnh viện Chợ Quán                       | T            | –                        | Quận 5            | Mặt đất          | –                 |
| Bệnh viện Củ Chi                         | L2           | L2-36                    | Huyện Củ Chi      | Trên cao         | –                 |
| Bệnh viện Quốc tế (Tuyến 2)              | L2           | L2-03                    | Thành phố Thủ Đức | Trên cao         | –                 |
| Bệnh viện Quốc tế (Tuyến 4)              | L4           | L4-29                    | Huyện Nhà Bè      | Trên cao         | –                 |
| Bình An                                  | T            | –                        | Quận 5            | Mặt đất          | –                 |
| Bình Khánh                               | L2           | L2-02                    | Thành phố Thủ Đức | Trên cao         | –                 |
| Bình Thái                                | L1           | L1-10                    | Thành phố Thủ Đức | Trên cao         | 22.12.2024        |
| Bình Tiên                                | T            | –                        | Quận 6            | Mặt đất          | –                 |
| Calmette                                 | T            | –                        | Quận 1            | Mặt đất          | –                 |
| Cầu Chà Và                               | T            | –                        | Quận 5            | Mặt đất          | –                 |
| Cầu Chữ Y                                | T            | –                        | Quận 5            | Mặt đất          | –                 |
| Cầu Kiệu                                 | L4           | L4-11                    | Phú Nhuận         | Ngầm             | –                 |
| Cầu Ông Lãnh                             | T            | –                        | Quận 1            | Mặt đất          | –                 |
| Cây Gõ                                   | L3A          | L3A-08                   | Quận 6            | Ngầm             | –                 |
| Cây Trôm                                 | L2           | L2-39                    | Huyện Củ Chi      | Trên cao         | –                 |
| Chợ Bà Chiểu                             | L5           | L5-03                    | Bình Thạnh        | Ngầm             | –                 |
| Chợ Bình Phú                             | T            | –                        | Quận 6            | Mặt đất          | –                 |
| Chợ Tân Bình                             | L5           | L5-09                    | Tân Bình          | Ngầm             | –                 |
| Chợ Thái Bình                            | L3A          | L3A-02                   | Quận 1            | Ngầm             | –                 |
| Chu Văn An                               | T            | –                        | Quận 6            | Mặt đất          | –                 |
| Cộng Hòa                                 | L3A L3B      | L3A-03 L3B-01            | Quận 3            | Ngầm             | –                 |
| Công trường Mê Linh (kết nối với Ba Son) | T L1         | –                        | Quận 1            | Mặt đất          | –                 |
| Công viên Cây xanh                       | L4           | L4-31                    | Huyện Nhà Bè      | Trên cao         | –                 |
| Công viên Gia Định                       | L4 B         | L4-09 L4B-01             | Gò Vấp            | Ngầm             | –                 |
| Công viên Hòa Bình                       | L3A          | L3A-04                   | Quận 5            | Ngầm             | –                 |
| Công viên Hoàng Văn Thụ                  | L4B L5       | L4B-03 L5-06             | Tân Bình          | Ngầm             | –                 |
| Công viên Lê Văn Tám                     | L4           | L4-12                    | Gò Vấp            | Ngầm             | –                 |
| Công viên Phú Lâm                        | L3A          | L3A-10                   | Quận 6            | Trên cao         | –                 |
| Công viên Thể thao                       | L4           | L4-28                    | Huyện Nhà Bè      | Trên cao         | –                 |
| Công viên Văn Thánh                      | L1           | L1-04                    | Bình Thạnh        | Trên cao         | 22.12.2024        |
| Củ Chi                                   | L2           | L2-35                    | Huyện Củ Chi      | Trên cao         | –                 |
| Cư xá Phú Lâm                            | T            | –                        | Quận 6            | Mặt đất          | –                 |
| Cung Thiếu Nhi                           | L2 M2        | L2-04 –                  | Thành phố Thủ Đức | Ngầm Trên cao    | –                 |
| Dân Chủ                                  | L2           | L2-09                    | Quận 3            | Ngầm             | 2030              |
| Đa Phước                                 | L5           | L5-20                    | Huyện Bình Chánh  | Trên cao         | –                 |
| Đại Học Bách Khoa                        | L5           | L5-11                    | Quận 10           | Ngầm             | –                 |
| Đại học Quốc gia Suối Tiên               | L1           | L1-13                    | Thành phố Thủ Đức | Trên cao         | 22.12.2024        |
| Đại Học Y Dược                           | L3A L5       | L3A-05 L5-13             | Quận 5            | Ngầm             | –                 |
| Đại Lộ Vòng Cung                         | L2           | L2-05                    | Thành phố Thủ Đức | Ngầm             | –                 |
| Đại Thế Giới                             | T            | –                        | Quận 5            | Mặt đất          | –                 |
| Đầm Sen                                  | L6           | L6-06                    | Tân Phú           | Ngầm             | –                 |
| Giao Khẩu                                | L4           | L4-02                    | Quận 12           | Trên cao         | –                 |
| Hàm Nghi                                 | L2           | L2-06                    | Quận 1            | Ngầm             | –                 |
| Hàng Xanh                                | L3B L5       | L3B-07 L5-02             | Bình Thạnh        | Ngầm             | –                 |
| Hiệp Bình                                | L3B          | L3B-11                   | Thành phố Thủ Đức | Trên cao         | –                 |
| Hiệp Bình Chánh                          | L3B          | L3B-09                   | Thành phố Thủ Đức | Ngầm             | –                 |
| Hiệp Bình Phước                          | L3B          | L3B-10                   | Thành phố Thủ Đức | Trên cao         | –                 |
| Hiệp Phước                               | L4           | L4-27                    | Huyện Nhà Bè      | Trên cao         | –                 |
| Hồ Con Rùa                               | L3B L4       | L3B-04 L4-13             | Quận 3            | Ngầm             | –                 |
| Hồ Hảo Hớn                               | T            | –                        | Quận 1            | Mặt đất          | –                 |
| Hồ Học Lãm                               | L3A          | L3A-13                   | Bình Tân          | Trên cao         | –                 |
| Hòa Bình                                 | L6           | L6-05                    | Tân Phú           | Ngầm             | –                 |
| Hòa Hưng                                 | L2           | L2-10                    | Quận 3            | Ngầm             | 2030              |
| Hoa Lư                                   | L3B          | L3B-05                   | Quận 1            | Ngầm             | –                 |
| Hoàng Diệu                               | L4           | L4-15                    | Quận 4            | Ngầm             | –                 |
| Hưng Nhơn                                | L3A          | L3A-15                   | Huyện Bình Chánh  | Trên cao         | –                 |
| Hưng Thuận                               | L2           | L2-19                    | Quận 12           | Trên cao         | –                 |
| Hương lộ 2                               | L2           | L2-29                    | Huyện Củ Chi      | Trên cao         | –                 |
| Huỳnh Văn Cọ                             | L2           | L2-34                    | Huyện Củ Chi      | Trên cao         | –                 |
| Kho B                                    | L4           | L4-22                    | Huyện Nhà Bè      | Trên cao         | –                 |
| Khu công nghệ cao                        | L1           | L1-12                    | Thành phố Thủ Đức | Trên cao         | 22.12.2024        |
| Khu Y tế Kỹ thuật cao                    | L3A          | L3A-12                   | Bình Tân          | Trên cao         | –                 |
| Lam Sơn                                  | L4           | L4-06                    | Gò Vấp            | Ngầm             | –                 |
| Lăng Cha Cả                              | L5           | L5-07                    | Tân Bình          | Ngầm             | –                 |
| Lê Minh Nhựt                             | L2           | L2-31                    | Huyện Củ Chi      | Trên cao         | –                 |
| Lê Thị Riêng                             | L2           | L2-11                    | Quận 3            | Ngầm             | 2030              |
| Lò Gốm                                   | T            | –                        | Quận 6            | Mặt đất          | –                 |
| Long Kiểng                               | L4           | L4-23                    | Huyện Nhà Bè      | Trên cao         | –                 |
| Long Thới                                | L4           | L4-25                    | Huyện Nhà Bè      | Trên cao         | –                 |
| Lý Thường Kiệt                           | L2           | L2-24                    | Huyện Hóc Môn     | Trên cao         | –                 |
| Mai Xuân Thưởng                          | T            | –                        | Quận 6            | Mặt đất          | –                 |
| Ngã 4 Ga                                 | L4           | L4-03                    | Quận 12           | Trên cao         | –                 |
| Ngã 6 Gò Vấp                             | L4 M3        | L4-07 –                  | Gò Vấp            | Ngầm Trên cao    | –                 |
| Nhà máy rượu Bình Tây                    | T            | –                        | Quận 6            | Mặt đất          | –                 |
| Nguyễn Cảnh Chân                         | T            | –                        | Quận 1            | Mặt đất          | –                 |
| Nguyễn Cửu Phú                           | L3A          | L3A-17                   | Huyện Bình Chánh  | Trên cao         | –                 |
| Nguyễn Hồng Đào                          | L2           | L2-14                    | Tân Bình          | Ngầm             | 2030              |
| Nguyễn Huệ (kết nối với Hàm Nghi)        | T L2         | –                        | Quận 1            | Mặt đất          | –                 |
| Nguyễn Thị Rành                          | L2           | L2-37                    | Huyện Củ Chi      | Trên cao         | –                 |
| Nguyễn Thị Thập                          | L4           | L4-17                    | Quận 7            | Ngầm             | –                 |
| Nguyễn Văn Cừ                            | T            | –                        | Quận 1            | Mặt đất          | –                 |
| Nguyễn Văn Đậu                           | L5           | L5-04                    | Phú Nhuận         | Ngầm             | –                 |
| Nguyễn Văn Linh (Tuyến 4)                | L4 M2        | L4-18 –                  | Quận 7            | Ngầm Trên cao    | –                 |
| Nguyễn Văn Linh (Tuyến 5)                | L5 M2        | L5-16 –                  | Huyện Bình Chánh  | Trên cao         | –                 |
| Nhà hát Thành phố                        | L1           | L1-02                    | Quận 1            | Ngầm             | 22.12.2024        |
| Phạm Hữu Lầu                             | L4           | L4-21                    | Huyện Nhà Bè      | Trên cao         | –                 |
| Phạm Văn Bạch                            | L2           | L2-16                    | Tân Bình          | Ngầm             | 2030              |
| Phạm Văn Hai                             | L2           | L2-12                    | Tân Bình          | Ngầm             | 2030              |
| Phong Phú                                | L5           | L5-19                    | Huyện Bình Chánh  | Trên cao         | –                 |
| Phú Lâm                                  | L3A L6       | L3A-09 L6-07             | Quận 6            | Ngầm             | –                 |
| Phú Nhuận                                | L4 L5        | L4-10 L5-05              | Phú Nhuận         | Ngầm             | –                 |
| Phước Hòa                                | L2           | L2-40                    | Huyện Củ Chi      | Trên cao         | –                 |
| Phước Kiểng                              | L4           | L4-19                    | Huyện Nhà Bè      | Trên cao         | –                 |
| Phước Long                               | L1           | L1-09                    | Thành phố Thủ Đức | Trên cao         | 22.12.2024        |
| Phước Thạnh                              | L2           | L2-41                    | Huyện Củ Chi      | Trên cao         | –                 |
| Quảng Đức                                | L2           | L2-21                    | Quận 12           | Trên cao         | –                 |
| Rạch Chiếc                               | L1           | L1-08                    | Thành phố Thủ Đức | Trên cao         | 22.12.2024        |
| Rạch Dơi                                 | L4           | L4-26                    | Huyện Nhà Bè      | Trên cao         | –                 |
| Tân Bình                                 | L2           | L2-17                    | Tân Bình          | Ngầm             | 2030              |
| Tân Cảng                                 | L1 L5        | L1-05 L5-01              | Bình Thạnh        | Trên cao         | 22.12.2024 –      |
| Tân Chánh Hiệp                           | M3           | –                        | Gò Vấp            | Trên cao         | –                 |
| Tản Đà                                   | T            | –                        | Quận 5            | Mặt đất          | –                 |
| Tân Hiệp                                 | L2           | L2-27                    | Huyện Hóc Môn     | Trên cao         | –                 |
| Tân Kiên                                 | L3A          | L3A-18                   | Huyện Bình Chánh  | Trên cao         | –                 |
| Tân Phú                                  | L6           | L6-04                    | Tân Phú           | Ngầm             | –                 |
| Tân Phú Trung                            | L2           | L2-30                    | Huyện Củ Chi      | Trên cao         | –                 |
| Tân Sơn Nhất                             | L4B          | L4B-02                   | Tân Bình          | Ngầm             | –                 |
| Tân Thới                                 | L2           | L2-26                    | Huyện Hóc Môn     | Trên cao         | –                 |
| Tân Thới Nhất                            | L2           | L2-18                    | Quận 12           | Trên cao         | –                 |
| Tân Thông Hội                            | L2           | L2-32                    | Huyện Củ Chi      | Trên cao         | –                 |
| Tân Xuân                                 | L2           | L2-22                    | Huyện Hóc Môn     | Trên cao         | –                 |
| Tao Đàn                                  | L2 L3B       | L2-08 L3B-03             | Quận 3            | Ngầm             | 2030 –            |
| Thanh Đa                                 | M2           | –                        | Bình Thạnh        | Trên cao         | –                 |
| Thạnh Xuân                               | L4           | L4-01                    | Quận 12           | Trên cao         | –                 |
| Thảo Điền                                | L1           | L1-06                    | Thành phố Thủ Đức | Trên cao         | 22.12.2024        |
| Thị Nghè                                 | L3B          | L3B-06                   | Bình Thạnh        | Ngầm             | –                 |
| Thị trấn Hiệp Phước                      | L4           | L4-30                    | Huyện Nhà Bè      | Trên cao         | –                 |
| Thuận Kiều Plaza                         | L3A          | L3A-06                   | Quận 5            | Ngầm             | –                 |
| Thống Nhất (Tuyến 2)                     | L2           | L2-25                    | Huyện Hóc Môn     | Trên cao         | –                 |
| Thống Nhất (Tuyến 6)                     | L6           | L6-03                    | Tân Phú           | Ngầm             | –                 |
| Thủ Đức                                  | L1           | L1-11                    | Thành phố Thủ Đức | Trên cao         | 22.12.2024        |
| Thủ Thiêm                                | L2           | L2-01                    | Thành phố Thủ Đức | Trên cao         | –                 |
| Tỉnh Lộ 7                                | L2           | L2-42                    | Huyện Củ Chi      | Trên cao         | –                 |
| Tôn Đản                                  | L4           | L4-16                    | Quận 4            | Ngầm             | –                 |
| Tôn Thất Đạm                             | T            | –                        | Quận 1            | Mặt đất          | –                 |
| Trần Văn Chẩm                            | L2           | L2-33                    | Huyện Củ Chi      | Trên cao         | –                 |
| Trịnh Quang Nghị                         | L5           | L5-18                    | Huyện Bình Chánh  | Trên cao         | –                 |
| Trung Viết                               | L2           | L2-38                    | Huyện Củ Chi      | Trên cao         | –                 |
| Từ Dũ                                    | L3B          | L3B-02                   | Quận 3            | Ngầm             | –                 |
| Tùng Thiện Vương                         | L5           | L5-14                    | Quận 8            | Ngầm             | –                 |
| Vành đai trong                           | L5           | L5-17                    | Huyện Bình Chánh  | Trên cao         | –                 |
| Vĩnh Phước                               | L4           | L4-20                    | Huyện Nhà Bè      | Trên cao         | –                 |